# Palenberg
Palenberg is een stadsdeel van Übach-Palenberg en vastgegroeid aan het stadsdeel Übach.

## Geschiedenis
In 1951 werden hier laat-Romeinse graven gevonden (400-485 n.Chr.). Ook in de Sint-Petruskerk ontdekte men de resten van oudere kerken, zoals die van een houten zaalkerkje en bijbehorende graven uit de vroege 8e eeuw.
In 867 werd Palenberg voor het eerst vermeld, als villa Palemberg. Omstreeks 1000 behoorde het vermoedelijk tot de Heerlijkheid Geilenkirchen, in de 12e eeuw tot de Heerlijkheid Heinsberg en uiteindelijk tot het Hertogdom Gulik. In 1300 werd de kerk schriftelijk vermeld als toebehorend aan de parochie van Frelenberg.
Van 1917-1962 werd steenkool gewonnen in de Carolus Magnusmijn (Grube Carolus Magnus). Enkele overblijfselen, zoals een watertoren en een terril zijn daarvan overgebleven.
In 1935 werd Palenberg opgenomen in de gemeente Übach-Palenberg.

## Bezienswaardigheden
- Sint-Petruskapel, waar sedert de 7e eeuw een kerkhof was en een houten kerkje, in 1060 kwam een stenen kerkje, begin 12e eeuw werd het uitgebreid met een zuidelijk zijschip, einde 12e eeuw kwam er een halfrond koor. Midden 17e eeuw werden nog twee ruimten aangebouwd en werd de dakruiter opgericht met hoge spits. Op het kerkhof zijn oude grafkruisen.
- Sint-Theresiakerk van 1930-1934, gebouwd omdat de Sint-Petruskerk te klein werd. Bakstenen kerkgebouw met verhoogd koor en rechthoekige toren naast het koor.
- Watertoren van de voormalige Carolus Magnusmijn, van 1912
- Kasteel Rimburg (Schloss Rimburg)
- Rimburgermolen, watermolens aan beide zijden van de Worm.
- Rimburger Hof, aan Bruchhausener Strasse 55, van 1905-1906, in historiserende trant. Besloten hof met woon- en bedrijfsgebouwen.

## Natuur en landschap
Palenberg ligt aan de Worm en deels in het Wormdal op een hoogte van ongeveer 100 meter. Ten noorden van Palenberg is het dal van de Übach, en in het oosten ligt de mijnterril. In het zuidoosten is Palenberg vastgegroeid aan het stadsdeel Übach en in het zuiden ligt het Wormdal met de natuurgebieden Rimburger Busch und Kanualbusch en Wurmtal nördlich Herzogenrath. Hier liggen het kasteel en de watermolen die bij Rimburg behoren. Hier liggen ook grindgroeven.

## Nabijgelegen kernen
Marienberg, Frelenberg, Übach, Hofstadt, Merkstein, Rimburg
Boscheln · Frelenberg · Holthausen · Marienberg · Palenberg · Rimburg · Scherpenseel · Siepenbusch · Stegh · Übach · Windhausen · Zweibrüggen

Kreis Heinsberg · Regierungsbezirk Keulen · Noordrijn-Westfalen